# Sjätte dagen
Sjätte dagen var en svensk TV-serie (drama) från 1999. I centrum stod det mystiska mordet på Felicia Ekebladh, vilket inträffade i början av serien. Andra viktiga rollfigurer var Charlotte Ekebladh (Felicias syster), Mauritz Ekebladh (Felicias och Charlottes far, chef för läkemedelsföretaget Eke Medical) och Peder Svart-Upling (anställd av Mauritz Ekebladh på dennes stuteri).
Serien utspelade sig i en fiktiv svensk ort med namnet Stensjön. Inspelningsplatserna var i Göteborgsområdet, främst i Mölnlycke och Mölndal. Herrgården med intilliggande stall där familjen Ekebladh bodde och där en stor del av filmens händelser ägde rum var Råda säteri som ligger någon kilometer väster om Mölnlyckes centrum.
När den sändes omtalades serien ibland som en svensk motsvarighet till Twin Peaks.

## Rollista (urval)
- Charlotta Jonsson - Charlotte Ekebladh
- Dag Malmberg - Mauritz Ekebladh
- Jacqueline Ramel - Kristina Ekebladh
- Helena af Sandeberg - Felicia Ekebladh
- Christian Fiedler - Theodor Ekebladh
- Ann Lundgren - Dolores Karlsson
- Ola Rapace - Victor Edgren
- Lars Väringer - Peder Svart-Upling
- Tina Lenne - Annie Stenström
- Jill Ung - Britt-Marie Stenström
- Hans Henriksson - Odd Stenström
- Sunil Munshi - Stig Isaksson
- Susanne Barklund - Sonja Björklund
- Maria Litorell - Agneta Björklund
- Lisa Nilsson - Beata Björklund
- Michalis Koutsogiannakis - Farhad Pahlavi
- Måns Westfelt - Fader Uno
- Göran Ragnerstam - Bertil Skovås
- Eric Ericson - Leo Edgren
- Louise Raeder - Maud Elmgren Borg
- Frederik Nilsson - John Brode